# Fabian Wegmann
Fabian Wegmann (Münster, 30 de juny de 1980) és un ciclista alemany que fou professional entre el 2002 i el 2016.
En el seu palmarès destaquen tres campionats nacionals en ruta, el 2007, 2008 i 2012, així com dues edicions del Gran Premi de Frankfurt i la classificació de la muntanya del Giro d'Itàlia de 2004. El 2008 va prendre part en els Jocs Olímpics d'Estiu de Pequín.
El seu germà Christian també fou ciclista professional.

## Palmarès
- 2003
  - 1r a la Volta a Saxònia i vencedor d'una etapa
  - 1r al Gran Premi de Rio Saliceto i Corregio
- 2004
  - 1r als Tres Valls Varesines
  -  Vencedor del Gran Premi de la muntanya al Giro d'Itàlia
- 2005
  - 1r al Gran Premi de la Selva Negra
  - 1r al San Francisco GP
  - Vencedor d'una etapa de la Volta a Polònia
- 2006
  - Vencedor d'una etapa del Dauphiné Libéré
  - 1r del Gran Premi Miguel Indurain
- 2007
  -  Campió d'Alemanya en ruta
  - 1r a la Volta a Nuremberg
- 2008
  -  Campió d'Alemanya en ruta
  - 1r del Gran Premi Miguel Indurain
- 2009
  - 1r de la Copa d'Alemanya de ciclisme
  - 1r al Gran Premi de Frankfurt
- 2010
  - 1r al Gran Premi de Frankfurt
- 2012
  -  Campió d'Alemanya en ruta

### Resultats al Tour de França
- 2004. Abandona (13a etapa)
- 2005. 79è de la classificació general
- 2006. 68è de la classificació general
- 2007. 60è de la classificació general
- 2008. Fora de control (19a etapa)
- 2009. 127è de la classificació general
- 2010. 119è de la classificació general

### Resultats al Giro d'Itàlia
- 2004. 36è de la classificació general  1r al Gran Premi de la muntanya
- 2010. Abandona (8a etapa)
- 2011. No surt després de la mort de Wouter Weylandt (5a etapa)
- 2014. Abandona (11a etapa)